# 宗室崇光
崇光（1809年 - 1863年），字子孚，号华巖，爱新觉罗氏，镶蓝旗宗室。
嘉慶十四年（1809）己巳八月初十日子時生，嫡母伊爾根覺羅氏道富僧阿之女，道光七年十一月授右翼宗學副管，八年中式戊子科文舉人，二十五年中式乙巳恩科文進士。咸豐二年二月授主事，八月授員外郎。同治二年（1863）癸亥五月十三日子時卒，年55歲。
嫡妻金佳氏員外郎恒春之女，繼妻鈕祜祿氏主事忠謙之女，妾萬氏萬福之女，妾周氏周貴之女，妾奚氏奚榮之女。
弟崇文为道光十三年进士，祖父琳寧为嘉庆年间协办大学士。